# Collier Cudmore
Sir Collier Robert Cudmore (Wentworth, Austràlia, 13 de juny de 1885 – 16 de maig de 1971) va ser un advocat, polític i remer australià que va competir a començaments del segle xx.
Cudmore va néixer a Wentworth, Nova Gal·les del Sud, i era fill del pastor Henry Daniel Cudmore i la seva segona esposa Martha Earle, de soltera McCracken. Va estudiar al St Peter's College de la Universitat d'Adelaida. Posteriorment continuà els estudis a Anglaterra, al Magdalen College de la Universitat d'Oxford. El 1908 va remar amb l'equip d'Oxford en la regata Oxford-Cambridge. Va ser membre de l'equip del Magdalen College de quatre sense timoner que va guanyar la Stewards' Challenge Cup i la Visitors' Challenge Cup de la Henley Royal Regatta el 1908. Aquella tripulació fou escollida per representar el Regne Unit als Jocs Olímpics de Londres en la prova de quatre sense timoner del programa de rem. Fent equip amb John Somers-Smith, Angus Gillan i Duncan Mackinnon guanyà la medalla d'or.
Cudmore va estudiar dret a l'Inner Temple i un cop llicenciat el 1910 va tornar a Austràlia i va formar una aliança amb Stanley Murray. Va exercir com a advocat fins a 1955.
Com a oficial a la reserva de la Royal Field Artillery comandà una bateria d'artilleria a França durant la Primera Guerra Mundial. Va ser ferit dues vegades, cosa que li deixà seqüeles de per vida a l'esquena.

## Vida política
En acabar la guerra i tornar a Austràlia el 1919 s'interessà per la política i va estar involucrat en l'administració de diversos organismes vinculats als soldats.
El 1933 fou escollit membre del Consell Legislatiu del Parlament d'Austràlia Meridional. Entre 1934 i 1936 va ser president de la Liberal and Country League. De 1939 a 1959, quan es va retirar, fou el líder del seu partit a la cambra alta.
El 1958 fou fet cavaller.